# Igor Novák
Igor Novák (10. dubna 1948 Prešov, Československo – 13. listopadu 2006 Prešov, Slovensko) byl slovenský fotbalový záložník a reprezentant Československa. Ve volbách roku 1990 byl zvolen do Slovenské národní rady.

## Fotbalová kariéra
Za československou reprezentaci odehrál v letech 1972–1974 šest utkání a vstřelil 1 gól (v přátelském zápase s Anglií). 5x startoval v olympijském výběru (1 gól). V československé lize odehrál 173 utkání a dal 26 gólů. Hrál za Tatran Prešov (1969–1979) a Bohemians 1905 (1979–1980). V Poháru UEFA nastoupil ve 4 utkáních a dal 1 gól.

## Prvoligová bilance
| Ročník          | Zápasy | Góly | Klub                   |
| --------------- | ------ | ---- | ---------------------- |
| I. liga 1969/70 | 7      | 0    | TJ Tatran Prešov       |
| I. liga 1970/71 | 30     | 4    | TJ Tatran Prešov       |
| I. liga 1971/72 | 29     | 3    | TJ Tatran Prešov       |
| I. liga 1972/73 | 25     | 2    | TJ Tatran Prešov       |
| I. liga 1973/74 | 25     | 7    | TJ Tatran Prešov       |
| I. liga 1977/78 | 27     | 8    | TJ Tatran Prešov       |
| I. liga 1978/79 | 27     | 1    | TJ Tatran Prešov       |
| I. liga 1979/80 | 3      | 1    | TJ Bohemians ČKD Praha |
| CELKEM I. LIGA  | 173    | 26   |                        |